# Nannothelypteris nervosa
Nannothelypteris nervosa är en kärrbräkenväxtart som först beskrevs av Fée, och fick sitt nu gällande namn av Holtt. Nannothelypteris nervosa ingår i släktet Nannothelypteris och familjen Thelypteridaceae. Inga underarter finns listade.